# Diego Lugano
Diego Alfredo Lugano Moreno (n. 2 noiembrie 1980 în Canelones) este un fotbalist uruguayan retras din activitate. A fost căpitanul echipei naționale de fotbal a Uruguayului.
Poreclit Tota, Lugano a jucat pentru mai multe cluburi din America de Sud și Europa, inclusiv Plaza Colonia, Club Nacional de Football, São Paulo, Fenerbahçe, Paris Saint-Germain, Malaga și West Bromwich Albion, înainte de a-și termina cariera cu o a doua perioadă la clubul brazilian São Paulo, unde lucrează acum ca administrator.
Lugano a avut 95 de apariții la echipa națională a Uruguayului, căpitanând țara sa la două Cupe Mondiale FIFA. A fost desemnat cel mai bun căpitan la turneul din 2010.

## Cariera
Diego Lugano și-a început cariera la echipa Club Atlético Tres Esquinas Canelones (fotbal de copii) și a trecut la echipa Club Atlètico Libertad (Canelones,Uruguay).În decembrie 1998,joacă la echipa Libertad.De la Libertad,în 1999,se transferă la Club Nacional de Fotbal (Montevideo,Uruguay).El joacă unele amicale în Europa,la prima echipă Nacional.Câțiva ani mai târziu,de la Lugano trece la Club Plaza de Deportes (Colonia del Sacramento,Uruguay).

## Palmares
- Nacional Montevideo
  - Primera División Uruguay:  2000

- São Paulo
  - São Paulo State Championship: 2005
  - Copa Libertadores de América: 2005
  - FIFA Club World Championship: 2005
  - Brazilian League: 2006

- Fenerbahçe
  - Turkcell Super League: 2006–07
  - Supercupa Turciei: 2006–07, 2008–2009